# Hrvatska socijalno-liberalna stranka
Hrvatska socijalno-liberalna stranka (HSLS), hrvatska je liberalna parlamentarna politička stranka te ujedno i najstarija politička stranka u Republici Hrvatskoj, osnovana u svibnju 1989. Temeljna načela stranke su socijalna zaštita i pravna sloboda pojedinca, liberalna demokracija i sloboda tržišta. Osnivači stranke su Vlado Gotovac i Ivo Goldstein, a suosnivač, najznačajniji i najdugovječniji predsjednik bio je Dražen Budiša. Trenutačni predsjednik stranke je Dario Hrebak. Od 2013. stranka je članica Saveza liberala i demokrata za Europu.
Stranka je po prvi puta ušla u vladajuću većinu 2000., podržavajući Račanov SDP (2000. – 2002.). Na idućim izborima, održanima 2003., stranka je podržala Ivu Sanadera i HDZ-ovu Vladu (2003. – 2011.), a zatim i Andreja Plenkovića (od 2016. do danas). Stranka je u posljednjim godinama izgubila značajan dio podrške; na izborima 2000. osvojila je 25 mandata, dok je 2024. osvojila tek dva mandata.

## Povijest
Dana 3. ožujka 1989. u Klubu sveučilišnih nastavnika Sveučilišta u Zagrebu održan je prvi sastanak Inicijativne grupe za osnivanje Hrvatskoga socijalno-liberalnog saveza. HSLS je osnovan u Zagrebu 20. svibnja 1989. godine kao Hrvatski socijalno liberalni savez.
Među osnivačima je bio Velimir Terzić. U okviru tadašnjeg Socijalističkog saveza radnog naroda Hrvatske (SSRNH), HSLS je djelovao od 2. listopada 1989., otad je stranka dobila suglasnost za slobodno djelovanje u sklopu SSRNH. HSLS je bio prvom demokratskom političkom strankom osnovanom u Hrvatskoj za vrijeme komunističkoga režima. Nadnevka 24. ožujka 1990. na Godišnjoj skupštini HSLS je promijenio naziv u Hrvatska socijalno-liberalna stranka. Prvi predsjednik Stranke bio je Slavko Goldstein. Dražen Budiša izabran je za predsjednika 1990. godine. Od veljače 1996. do studenoga 1997. godine predsjednik HSLS-a je Vlado Gotovac, a tada je za preds jednika Stranke izabran ponovno Dražen Budiša. Od 2004. do 2006. predsjednik Stranke bio je Ivan Čehok, da bi u veljači 2006., nakon ponovnog ujedinjena s Liberalnom strankom, za predsjednicu bila izabrana Đurđa Adlešič.
Makar je najznačajniju potporu birača (17,71 %) zabilježio na parlamentarnim izborima 1992. godine, najznačajnije razdoblje za HSLS nastupa nakon kolovoza 1998. godine, kada uz financijsku pomoć federalne agencije "USAID" otvara svoj ured u Zagrebu "International Republican Institute" (IRI). Već nakon mjesec dana konzultacija koje IRI provodi sa šest vodećih oporbenih stranaka, a u svrhu "pobjede demokratskih stranaka nad autoritarnim režimom kojega su uspostavili Franjo Tuđman i njegova stranka" (riječi iz kasnijeg izvješća samog IRI-ja) u kolovozu 1998. je sklopljen sporazum da će na narednim parlamentarnim izborima izaći tih šest oporbenih stranaka u dvije izborne koalicije - jednu koju će činiti SDP i HSLS, te drugu koju će činiti HSS, HNS, LS i IDS; ujedno je unaprijed dogovoreno da će se imenovanja na funkcije u budućoj koalicijskoj vlasti dijeliti po ključu 50 posto za SDP, 25 posto za HSLS i 25 posto za preostale četiri stranke. Nije posve jasno zašto je bilo dogovoreno da će SDP dobiti dvostruko više budućih dužnosničkih mjesta (a time i utjecaja u vlasti) od HSLS-a: naime je na parlamentarnim izborima 1995. godine HSLS bio dobio 11,55 %, a SDP skromnijih 8,93 % glasova birača; prije toga je na prethodnim parlamentarnim izborima 1992. godine SDP bio dobio tek 5,52 % glasova, a HSLS čak 17,71 %. Može se pretpostaviti da je dio dogovora bilo zajedničko kandidiranje HSLS-ovog čelnika Dražena Budiše kao kandidata na hrvatskim predsjedničkim izborima 2000.
Nakon političkih poraza dolazi do sukoba s koalicijskim partnerom SDP-om te HSLS 2002. godine izlazi iz koalicijske vlade. Taj korak ne slijede svi saborski zastupnici iz reda HSLS-a; na parlamentarnim izborima 2003. godine HSLS osvaja tek 4,05 % glasova.

## Ustrojstvo
Tijela središnje organizacije na razini Hrvatske su:
1. Sabor
2. Predsjedništvo
3. Središnje vijeće
4. Nadzorni odbor
5. Statutarna komisija

Sabor stranke zasjeda svake četiri godine. Sabor se sastoji od izaslanika županijskih organizacija i ogranaka. Oni biraju predsjednika, šest potpredsjednika, te članove Središnjeg vijeća. Središnje vijeće čine 57 članova izabranih na Saboru,  saborski zastupnici, predsjednici županijskih vijeća, te dva predstavnika njenog političkog podmlatka Mladih hrvatskih liberala (MHL). Predsjedništvo je izvršno tijelo HSLS-a.
Na razini županije ustrojene su županijske organizacije koje čine županijska vijeća (u Gradu Zagrebu gradsko vijeće), županijske statutarne komisije i županijski nadzorni odbor. Na razini gradova i općina ustrojavaju se ogranci.

## Izbori
HSLS je istaknula kandidate na prvim demokratskim izborima suvremene Hrvatske održane u travnju i svibnju 1990. u sklopu Koalicije narodnog sporazuma
| Izbori | U koaliciji s   | Broj birača        | %                  | Broj zastupnika u saboru | Promjena    | Dio Vlade?        |
| Izbori | U koaliciji s   | (cijela koalicija) | (cijela koalicija) | (samo HSLS)              | (samo HSLS) | (samo HSLS)       |
| ------ | --------------- | ------------------ | ------------------ | ------------------------ | ----------- | ----------------- |
| 1990.  | KNS             | 439.372            | 15,30              | 3 / 356                  | 3           | Oporba            |
| 1992.  |                 | 466.356            | 17,71              | 14 / 138                 | 11          | Oporba            |
| 1995.  |                 | 279.245            | 11,55              | 12 / 127                 | ▼ 2         | Oporba            |
| 2000.  | SDP             | 1.138.318          | 38,70              | 25 / 151                 | 13          | Vlada (do 2002.)  |
| 2000.  | SDP             | 1.138.318          | 38,70              | 25 / 151                 | 13          | Oporba (od 2002.) |
| 2003.  | DC              | 100.335            | 4,05               | 2 / 152                  | ▼ 23        | Potpora vladi     |
| 2007.  | HSS             | 161.814            | 6,53               | 2 / 153                  | ▬           | Potpora vladi     |
| 2011.  |                 | 72.988             | 3,10               | 0 / 151                  | ▼ 2         | Oporba            |
| 2015.  | HDZ             | 771.070            | 34,64              | 2 / 151                  | 2           | Potpora vladi     |
| 2016.  | HDZ             | 695.804            | 36,56              | 1 / 151                  | ▼ 1         | Potpora vladi     |
| 2020.  | HDZ             | 621.008            | 37,26              | 2 / 151                  | 1           | Potpora vladi     |
| 2024.  | HDZ-HNS-HDS-HSU | 729 864            | 34,42              | 2 / 151                  | ▬ 2         | Potpora vladi     |

| Izbori | Kandidat                 | Prvi krug    | Prvi krug  | Drugi krug   | Drugi krug | Rezultat |
| Izbori | Kandidat                 | Broj glasova | %          | Broj glasova | %          |          |
| ------ | ------------------------ | ------------ | ---------- | ------------ | ---------- | -------- |
| 1992.  | Dražen Budiša            | 585.535      | 22,29 (2.) |              |            | Poraz    |
| 1997.  | Vlado Gotovac            | 382.630      | 17,56 (3.) |              |            | Poraz    |
| 2000.  | Dražen Budiša            | 741.837      | 27,71 (2.) | 1.125.969    | 43,99 (2.) | Poraz    |
| 2005.  | Đurđa Adlešić            | 59.725       | 2,68 (4.)  |              |            | Poraz    |
| 2010.  | Ivo Josipović            | 640.594      | 32,42 (1.) | 1.339.385    | 60,26 (1.) | Pobjeda  |
| 2015.  | Kolinda Grabar-Kitarović | 665.379      | 37,22 (2.) | 1.111.945    | 50,74 (1.) | Pobjeda  |
| 2020.  | Dejan Kovač              | 18.107       | 0,95 (9.)  |              |            | Poraz    |
| 2025.  | Dragan Primorac          | 314.663      | 19,59 (2.) | 380.752      | 25,32 (2.) | Poraz    |

| Izbori | U koaliciji s | Broj birača        | %                  | Broj zastupnika u EP-u | Promjena    |
| Izbori | U koaliciji s | (cijela koalicija) | (cijela koalicija) | (samo HSLS)            | (samo HSLS) |
| ------ | ------------- | ------------------ | ------------------ | ---------------------- | ----------- |
| 2013.  | HSS           | 28.646             | 3,86               | 0 / 12                 | ▬           |
| 2014.  | NF            | 22.098             | 2,40               | 0 / 11                 | ▬           |
| 2019.  |               | 5876               | 0,54               | 0 / 12                 | ▬           |

DIP

## Članstvo u međunarodnim organizacijama
HSLS je prva hrvatska politička stranka koja je postala članica neke od svjetskih krovnih političkih stranaka. Godine 1992. HSLS je, postao pridružena, a 1994. godine punopravna članica Liberalne internacionale (Liberal International, LI), svjetske organizacije liberalno-demokratskih stranaka.
Pored nje, HSLS je članica Saveza liberala i demokrata za Europu (Alliance of Liberals & Democrats for Europe Party), skraćeno ALDE, sa sjedištem u Bruxellesu.

## Politička akademija
HSLS osnovao je 5. srpnja 2008. svoju političku zakladu pod nazivom Politička Akademija HSLS-a »Liberalni centar za demokraciju«. Ona je namijenjena obrazovanju svojih članova, a osnovana je po uzoru na već postojeće političke zaklade u Hrvatskoj.

## Poveznice
- Popis političkih stranaka u Hrvatskoj
- Mladi hrvatski liberali

## Vanjske poveznice
- Službena stranica HSLS-a